# (6289) Lanusei
(6289) Lanusei es un asteroide perteneciente al cinturón de asteroides, región del sistema solar que se encuentra entre las órbitas de Marte y Júpiter, más concretamente a la familia de Temis, descubierto el 28 de abril de 1984 por Walter Ferreri y el también astrónomo Vincenzo Zappalà desde el Observatorio de La Silla, Chile.

## Designación y nombre
Designado provisionalmente como 1984 HP1. Fue nombrado Lanusei en homenaje a Lanusei, un municipio de Cerdeña, Italia, donde están ubicados un observatorio astronómico y una activa asociación de astrónomos aficionados que se dedican a divulgar el conocimiento de la astronomía.

## Características orbitales
Lanusei está situado a una distancia media del Sol de 3,171 ua, pudiendo alejarse hasta 3,567 ua y acercarse hasta 2,775 ua. Su excentricidad es 0,124 y la inclinación orbital 2,098 grados. Emplea 2062,86 días en completar una órbita alrededor del Sol.

## Características físicas
La magnitud absoluta de Lanusei es 12,8. Tiene 11,633 km de diámetro y su albedo se estima en 0,099. 